# Lídia Brondi
Lidia Brondi Rezende Mendes (Campinas, 29 de outubro de 1960) é uma psicóloga e ex-atriz brasileira. Foi uma das grandes musas dos anos 70 e 80, sendo estrela de grandes produções da época, e um nome bastante influente na arte e cultura desse período.
Iniciou sua carreira na década de 1970 no programa infantil Márcia e Seus Problemas (1975), no entanto tornou-se conhecida nos anos seguintes por estrelar novelas de grande sucesso. Brondi é ganhadora de vários prêmios, incluindo um APCA e um Prêmio Mambembe.
Após sua estreia em Márcia e Seus Problemas (1975), fez testes e logo foi aprovada para atuar em telenovelas da TV Globo, onde se consolidou como uma das grandes atrizes de sua geração. Sua primeira telenovela foi a revolucionária O Grito (1975), onde interpretou a jovem idealista Estela. Prosseguiu sua carreira com outros papéis e foi reconhecida pela crítica por sua atuação em Espelho Mágico (1977), pela qual recebeu o Troféu APCA de Melhor Atriz Revelação da televisão naquele ano. No entanto, adquiriu o sucesso absoluto com o papel da órfã Vera Lúcia no clássico Dancin' Days (1978).
Em 1980, fez sua estreia no cinema com o filme Perdoa-me por Me Traíres, de Braz Chediak. Seu filme de maior sucesso foi a adaptação de O Beijo no Asfalto, em 1981, de Bruno Barreto. No início da década de 1980, foi destaque em novelas como Baila Comigo (1981), O Homem Proibido (1982), Final Feliz (1982) e Transas e Caretas (1984). No teatro, fez sua estreia também em 1980, com o espetáculo infantil  Passageiros da Estrela. Em 1981, Lídia foi eleita pelo Troféu Mambembe como atriz revelação pela peça Calúnia, a qual recebeu elogios da crítica.
Na segunda metade dos anos 1980, Lídia se consolidaria como uma das atrizes mais bem sucedidas de sua geração, atuando no período em três telenovelas que estão entre os dez maiores sucessos da história do gênero no paísː Roque Santeiro (1985), na qual interpretou Tânia Malta, a filha do Coronel Sinhozinho Malta (Lima Duarte); Vale Tudo (1988), no papel de Solange Duprat; e Tieta (1989), em que incorporou Leonora, enteada da personagem-título. Em 1990, atuou em sua última novela, Meu Bem, Meu Mal. Após atuar na peça “Parsifal” (1992), Lídia retirou-se do meio artístico, cursou faculdade de Psicologia e, após formada, passou a atuar como psicóloga num consultório próprio, em São Paulo.

## Início da vida

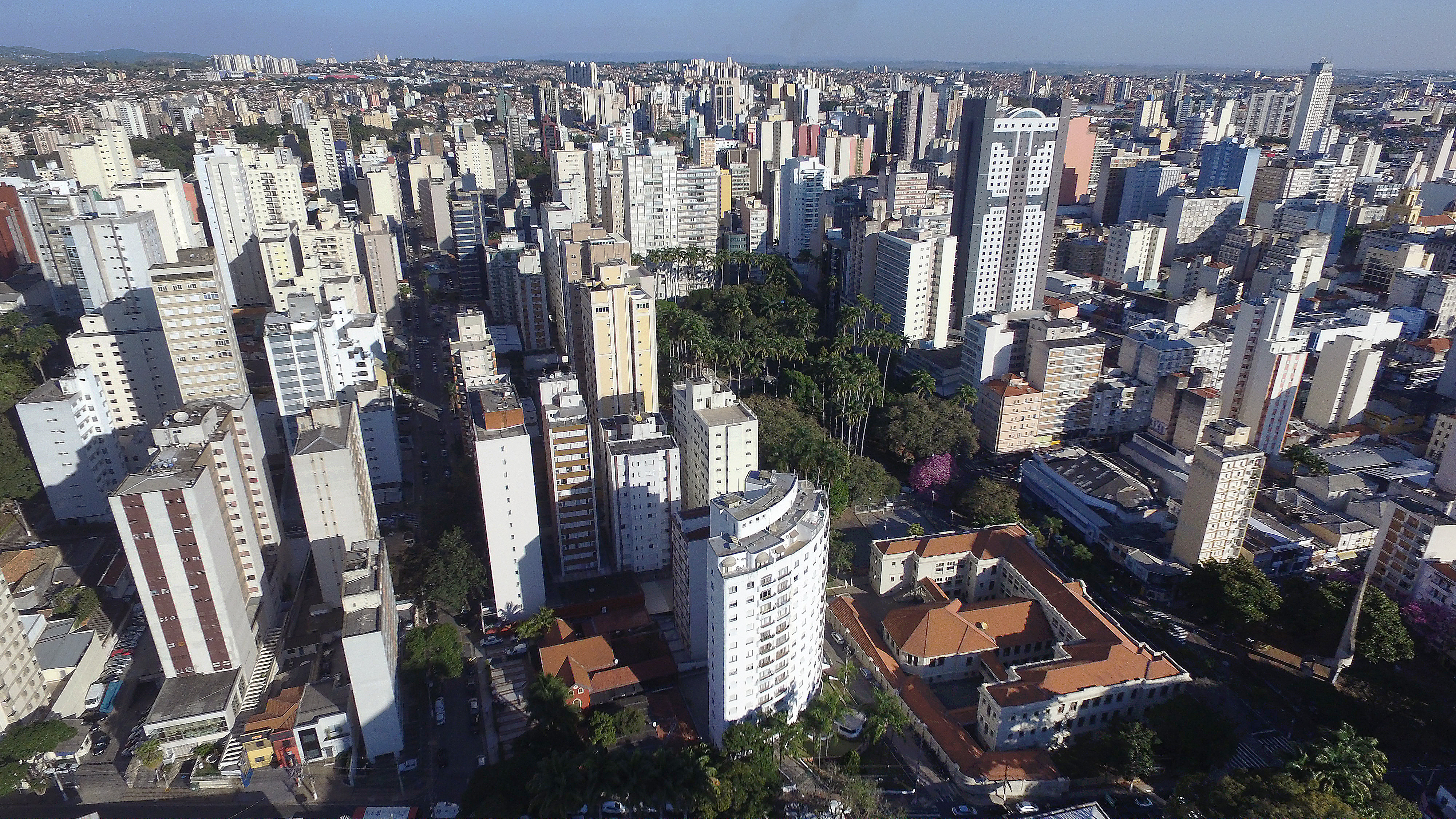
Centro de Campinas, cidade natal da atriz

Nascida Lídia Brondi Resende, em 29 de outubro de 1960, ela é filha de Lilya Brondi e do reverendo Jonas Neves Resende, pastor presbiteriano, que faleceu em 10 de março de 2017. Quando tinha apenas dois anos, sua família mudou-se de Campinas para Ribeirão Preto e, sete anos depois, em 1969, estabeleceu-se no Rio de Janeiro, onde seu pai assumiu um novo cargo pastoral. Suas primeiras experiências com a atuação ocorreram ainda na infância, durante apresentações amadoras na comunidade da Igreja Presbiteriana de Ipanema, onde Jonas era pastor.
Foi através do pai, que trabalhava na extinta TV Educativa do Rio de Janeiro, que a atriz teve a sua oportunidade de entrar no universo televisivo. Após realizar testes na emissora, foi selecionada para protagonizar a série pedagógica Márcia e Seus Problemas (1975), desenvolvida sob a orientação do psicólogo Vilena de Moraes, onde ela interpretava a protagonista Márcia.

## Carreira

### Trabalho inicial e sucesso definitivo (1974–1978)
Após testes com o diretor Walter Avancini, Lídia foi contratada para integrar o elenco da TV Globo em 1975, a qual já era a emissora líder de audiência no Brasil. Seu primeiro projeto na empresa foi na telenovela O Grito (1975), de Jorge Andrade, onde interpretou Estela, filha dos personagens aristocratas de Leonardo Villar e Maria Fernanda, uma jovem de origem abastada que vai contra os ideais dos pais e luta para se impor contra o mundo tradicional e alienação de seus pais.
Logo em seguida, participou de duas telenovelas das 18h — O Feijão e o Sonho (1976), no papel de Irene, uma das filhas dos protagonistas vividos por Nívea Maria e Cláudio Cavalcanti, e À Sombra dos Laranjais (1977), como a jovem ingênua de origem circense Lúcia, que sofre com os cuidados excessivos de seu pai, o qual é interpretado por Paulo Gonçalves, e envergonha-se por não ter aprendido a ler e escrever devido a vida nômade. Ganha maior notoriedade em Espelho Mágico (1977), onde sua interpretação de Beatriz, uma adolescente em conflito com a mãe (Glória Menezes) e o padrasto (Tarcísio Meira), lhe rendeu o Troféu APCA de atriz revelação na televisão.
Em 1978, foi convidada para uma participação especial em Ciranda Cirandinha, minissérie da TV Globo, onde ela atuou no episódio "Porque Hoje É Sábado", interpretando uma prima da protagonista. Ainda atuou no episódio "Jardim Selvagem" da série Caso Especial ao lado de Dina Sfat. No mesmo ano, atinge um novo patamar de popularidade com a telenovela Dancin' Days (1978), de Gilberto Braga, um dos maiores sucessos da teledramaturgia na década de 1970. Na trama, Lídia incorporava a jovem órfã Vera Lúcia, que é criada por seus tios. Ao longo da trama, sua personagem se torna modelo e faz par romântico de Beto, defendido por Lauro Corona, outra jovem promessa da emissora.
Em 1979, foi escalada novamente para o horário nobre atuando em Os Gigantes, de Lauro César Muniz, onde mais uma vez formou par romântico com Lauro Corona ao interpretar Renata, uma jovem veterinária que se torna muito amiga da protagonista Paloma, interpretada por Dina Sfat. No cinema, Lídia estreou em 1980, em Perdoa-me por Me Traíres, de Braz Chediak, baseado na obra do dramaturgo Nelson Rodrigues, protagonizado por Vera Fischer e Nuno Leal Maia. Também iniciou sua carreira no teatro, estreando nos palcos no infantil Passageiros da Estrela (1980), de Sérgio Fonta. 

### Atriz consolidada (1981–1984)
Em 1981, atuou no seu filme mais famoso, O Beijo no Asfalto, também baseado na obra de Nelson Rodrigues e dirigido por Bruno Barreto, que levou 880 mil espectadores aos cinemas. Na trama, interpretou Dália, uma das filhas do personagem de Tarcísio Meira, Aprígio, que lida com as consequências de uma notícia sensacionalista que atinge sua família. Em 1981, ainda, venceria o Troféu Mambembe de melhor atriz revelação por sua atuação na peça de teatro Calúnia, de Lillian Hellman, dirigida por Bibi Ferreira, na qual encarnava uma estudante problemática que difamava duas professoras, acusando-as de terem uma relação lésbica.
Paralelamente, fez sucesso na televisão em 1981 na telenovela Baila Comigo, de Manoel Carlos, no papel de Semíramis, a Mira, uma jornalista independente e audaciosa, mas temperamental e sem papas na língua, que ainda nutre sentimentos por Quinzinho (Tony Ramos), seu ex-namorado, e provoca ciúmes em Lúcia (Natália do Vale) intencionalmente. Sua personagem é quem descobre o segredo dos gêmeos e ameaça revelá-lo, entrando em conflito com Helena (Lílian Lemmertz), antiga amiga de sua família.
Em O Homem Proibido (1982), novela de Teixeira Filho, formou ao lado de David Cardoso e Elizabeth Savala o triângulo amoroso protagonista da trama. Joyce, sua personagem, é sobrinha de Darío (Leonardo Villar) e Flávia  (Lílian Lemmertz) e foi viver com os tios após a morte de sua mãe e o desaparecimento do pai. Com uma saúde frágil devido a traumas vividos na infância, enfrenta a hostilidade velada de Flávia, mas encontra conforto na proteção de sua prima Sônia (Elizabeth Savalla), a quem adora e com quem se sente segura. No entanto, Joyce se apaixona pelo namorado da prima, Paulo (David Cardoso), iniciando uma disputa pelo rapaz. Após sofrer um acidente, decide simular uma cegueira psicológica como forma de manipular a situação e obter vantagens.
Ainda em 1982, foi escalada para a novela das sete Final Feliz, de Ivani Ribeiro, interpretando a jovem doce e romântica Suzy, irmã da protagonista Débora (Natália do Valle). Em 1984, foi a vez de atuar na novela Transas e Caretas, trabalhando novamente com Lauro César Muniz, interpretando Luciana, uma mulher de ideias avançadas e que é amiga de Thiago (José Wilker), de quem compartilha os mesmos ideais e sonha em se casar. Lídia deixou a novela antes de sua conclusão. Grávida de sua filha Isadora, fruto de seu relacionamento com o diretor Ricardo Waddington, a atriz se retirou na metade da trama, acompanhada por Paulo Betti (que deixou a trama para integrar o elenco da sucessora, Vereda Tropical). Na história, seus personagens, Luciana e Dirceu, que viviam um romance, tiveram uma saída planejada e conveniente para a narrativa.

### Amadurecimento e retirada (1985–1992)

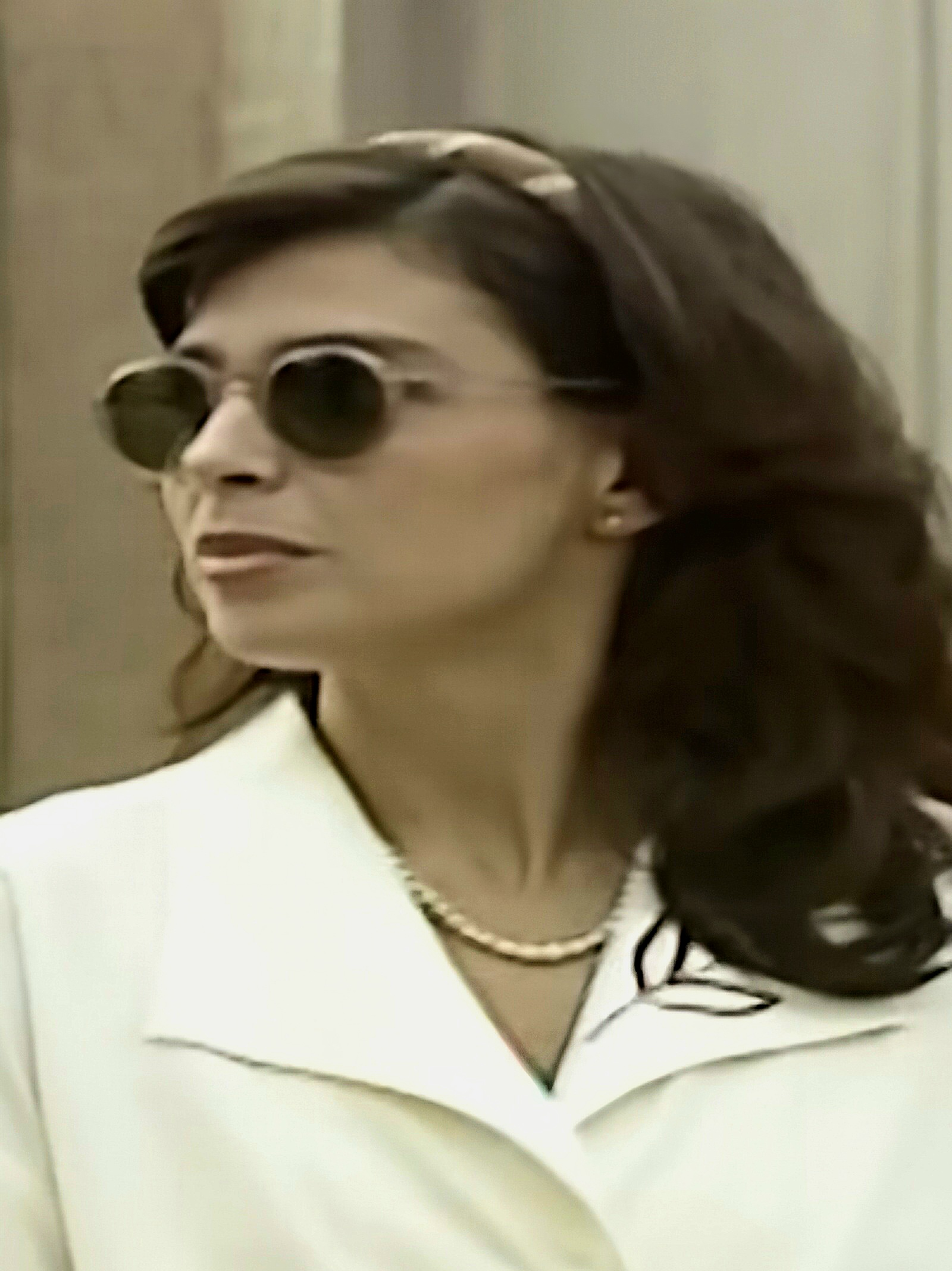
Brondi em 1989

Na segunda metade dos anos 1980, Lídia se consolidaria como uma das atrizes mais bem sucedidas de sua geração, atuando no período em três telenovelas que estão entre os dez maiores sucessos da história do gênero no país. Em Roque Santeiro (1985), na qual interpretou Tânia Malta, a filha do Coronel Sinhozinho Malta (Lima Duarte). Na trama, sua personagem é uma jovem rebelde e contestadora, marcada por um relacionamento conflituoso com o pai, pois suspeita que ele esteja envolvido na morte de sua mãe.
Em seu auge na TV Globo, em 1987, rompeu contrato com a emissora e foi contratada pela TV Manchete para atuar como uma das protagonistas da novela Corpo Santo, novela vencedora do Troféu APCA, considerada como uma "produção cult", cuja proposta era fazer uma “novela reportagem”, focando nos personagens com realismo, mas sem esquecer a mágica da ficção. Brondi deu vida à jornalista Bárbara Diniz, uma profissional determinada que busca desvendar os segredos de uma máfia, em sua investigação para expor policiais ligados ao esquadrão da morte.
Em 1988, retorna à TV Globo no grande sucesso Vale Tudo, de Gilberto Braga, no papel de Solange Duprat. Bonita, meiga e independente, com uma personalidade encantadora, ela é produtora de moda da revista Tomorrow. Generosa, ajuda Maria de Fátima (Glória Pires), mas acaba sendo traída por ela. Ao longo da trama, apaixona-se por Afonso (Cássio Gabus Mendes). A repercussão de sua personagem em Vale Tudo, uma bela e sofisticada produtora de moda enganada pela alpinista social Maria de Fátima (Glória Pires), foi tamanha que o corte de cabelo usado na caracterização (franjas curtas) foi maciçamente imitado pelas mulheres da época. Em seguida, é escalada para Tieta (1989), em que incorporou Leonora, enteada da personagem-título. Na trama, ela é a protegida de Tieta (Betty Faria), que a leva para Santana do Agreste. Com um ar angelical, apresenta-se como uma jovem romântica e sonhadora. Para a comunidade, é apresentada como filha do falecido Comendador Felipe Cantarelli, suposto marido de Tieta, cuja herança a tornou rica. No entanto, a verdade é que ela era uma prostituta que trabalhou para Tieta em São Paulo.
Em 1990, interpreta a jovem Fernanda, humilhada pela empresária Isadora Venturini (Sílvia Pfeifer) em Meu Bem, Meu Mal, de Cassiano Gabus Mendes, a última novela de sua carreira. Sua personagem é uma moça de origem humilde e batalhadora, que no início mantinha um relacionamento com Marco Antônio (Fábio Assunção), mas este foi destruído pela mãe do rapaz por ela ser pobre. No decorrer da trama, desenvolve um romance com Doca, personagem de Cássio Gabus Mendes, com quem viria a se casar na vida real. Em 1992, Lídia retirou-se da carreira artística após ter crises de síndrome do pânico e desde então não retornou.

## Vida pessoal
Em 1982, casou-se com o diretor Ricardo Waddington, com quem trabalhou nas novelas Vale Tudo (1988), Tieta (1989) e Meu Bem, Meu Mal (1990). Fruto dessa união, nasceu sua única filha, Isadora (nascida em 1985). No ano em que a filha do casal nasceu, os dois se divorciaram. Em 1991, a atriz se casou com o ator Cássio Gabus Mendes, com quem havia tido uma parcerias de sucesso nas novelas Vale Tudo e Meu Bem, Meu Mal. O casal permanece junto há mais de 30 anos e não tiveram filhos.
Apesar de estar há anos afastada, eventualmente recebe convites para retornar às novelas, mas os recusa. Depois de se afastar, formou-se em psicologia, abrindo seu próprio consultório, em São Paulo. Atualmente, Lídia mantém-se afastada das mídias sociais e os registros da ex-atriz são extremamente raros. Ela não possui nenhuma rede social ativa.

## Teatro
| Ano  | Título                           | Personagem   | Nota(s)                           |
| ---- | -------------------------------- | ------------ | --------------------------------- |
| 1980 | Passageiros da Estrela           |              |                                   |
| 1981 | Calúnia                          | Mary Tilford | Troféu Mambembe - atriz revelação |
| 1983 | O Colecionador                   | Miranda      |                                   |
| 1986 | A Verdadeira Vida de Jonas Wenka | Sílvia       |                                   |
| 1988 | Drácula                          |              |                                   |
| 1989 | George Dandan                    | Angélica     |                                   |
| 1990 | Descalços no Parque              |              |                                   |
| 1992 | Parsifal                         |              |                                   |

## Filmografia

### Televisão
| Ano  | Título                  | Papel                        | Nota(s)                          |
| ---- | ----------------------- | ---------------------------- | -------------------------------- |
| 1974 | Márcia e Seus Problemas | Márcia                       |                                  |
| 1975 | O Grito                 | Estela                       |                                  |
| 1976 | O Feijão e o Sonho      | Anita Campos                 |                                  |
| 1977 | À Sombra dos Laranjais  | Lúcia Alvarez                |                                  |
| 1977 | Espelho Mágico          | Beatriz Lombardi Amaral      |                                  |
| 1978 | Ciranda, Cirandinha     | Lídia                        | Episódio: "Porque Hoje É Sábado" |
| 1978 | Caso Especial           |                              | Episódio: "Jardim Selvagem"      |
| 1978 | Dancin' Days            | Vera Lúcia Marques (Verinha) |                                  |
| 1979 | Série Aplauso           |                              | Episódio: "A Ilha das Cabras"    |
| 1979 | Os Gigantes             | Renata Braga                 |                                  |
| 1981 | Baila Comigo            | Semíramis Maia (Mira)        |                                  |
| 1982 | Final Feliz             | Suzana Brandão (Suzy)        |                                  |
| 1982 | O Homem Proibido        | Joyce Toledo                 |                                  |
| 1984 | Transas e Caretas       | Luciana Martens              |                                  |
| 1985 | Roque Santeiro          | Tânia Magalhães Malta        |                                  |
| 1987 | Corpo Santo             | Bárbara Santis Diniz         |                                  |
| 1988 | Vale Tudo               | Solange Duprat               |                                  |
| 1989 | Tieta                   | Leonora Cantarelli / Sheila  |                                  |
| 1990 | Meu Bem, Meu Mal        | Fernanda Prates Castro       |                                  |

### Cinema
| Ano  | Título                   | Papel            |
| ---- | ------------------------ | ---------------- |
| 1980 | Perdoa-me por Me Traíres | Glorinha         |
| 1981 | O Beijo no Asfalto       | Dália            |
| 1987 | Rádio Pirata             | Alice Souza Dias |

## Prêmios e indicações
| Ano  | Associações              | Categoria                             | Nomeações      | Resultado |
| ---- | ------------------------ | ------------------------------------- | -------------- | --------- |
| 1977 | Prêmio APCA de Televisão | Melhor Revelação Feminina — Televisão | Espelho Mágico | Venceu    |
| 1981 | Prêmio Mambembe          | Melhor Atriz Revelação do Teatro      | Calúnia        | Venceu    |